# Наролин, Александр Владимирович
Александр Владимирович Наролин (род. 27 июня 1972, село Красногвардейское, Красногвардейский район, Адыгейская АО, Краснодарский край, РСФСР, СССР) — российский государственный и политический деятель. Премьер-министр Республики Адыгея с 22 декабря 2017 по 4 августа 2020 года. С 14 декабря 2021 года — сенатор Российской Федерации от исполнительного органа власти Республики Адыгея, вошёл в состав Комитета Совета Федерации по аграрно-продовольственной политике и природопользованию.
Из-за поддержки нарушения территориальной целостности Украины во время российско-украинской войны находится под персональными международными санкциями  Евросоюза, США, Великобритании и ряда других стран.

## Биография
Александр Наролин родился 27 июня 1972 года в селе Красногвардейское, Республика Адыгея. В 1994 году окончил Кубанском государственном аграрном университете (факультет «Водное хозяйство и мелиорация»). Впоследствии получил там же, на экономическом факультете, второе высшее образование по специальности «Бухгалтерский учёт и аудит».
С 1994 по 2003 год работал в Региональном отделении Фонда социального страхования Российской Федерации по Республике Адыгея. Затем, в течение года — заместитель директора по финансам филиала НПО «Микроген».
С июля 2008 по февраль 2013 года — начальник межрайонной инспекции Федеральной налоговой службы № 3 по Республике Адыгея. В этот т же период вошёл в состав регионального политического совета партии «Единая Россия».
В 2013 году победил на досрочных выборах главы города Майкопа, получив 61,83 % голосов (в условиях отсутствия главного соперника, которым считался сопредседатель движения «За будущее Адыгеи», депутат республиканского законодательного собрания Мухарбий Тхаркахов, которому дважды было отказано в регистрации). Занимал должность главы муниципального образования «Город Майкоп» с 2013 по 2017 год (с 6 февраля по 26 мая 2013 — в качестве исполняющего обязанности).
С 22 декабря 2017 по 4 августа 2020 года — премьер-министр Республики Адыгея. Уйдя с должности главы правительства Адыгеи «по состоянию здоровья», А. Наролин уже через неделю был назначен на работу в постоянное представительство республики при губернаторе Краснодарского края.
14 декабря 2021 года указом главы Адыгеи Мурата Кумпилова назначен представителем исполнительного органа государственной власти Адыгеи в Совете Федерации.

## Личная жизнь
Женат, имеет двоих детей.